# Koppa
A koppa (Ϟϟ, régies forma: Ϙϙ) a görög ábécé tizenkilencedik betűje, a q betű és hang.
Ez a betű korán kikerült az ábécéből, még az úgynevezett „klasszikus” kor előtt. Csak a kisbetűs formáját használták, nagybetűs alakját csak később, a középkor során alakították ki.